# Let Kogalymavia 9268
Let Metrojet 9268 ruské letecké společnosti Metrojet (do roku 2011 známé pod názvem Kogalymavia) se po startu z mezinárodního letiště v Šarm aš-Šajchu zřítil na Sinaji. Na palubě Airbusu A321 letělo 217 cestujících a sedm členů posádky. Příčinou havárie byl výbuch bomby na palubě letadla.

## Příčina havárie

Trasa letu 9268

Příčina pádu letadla nebyla na počátku jasná. Diskutovalo se o čtyřech možných příčinách: chyba posádky, technická závada letadla, sestřelení raketou nebo výbuch na palubě. Přestože egyptské úřady odmítaly možnost sestřelení letadla, letecké společnosti Air France-KLM, Lufthansa a Emirates odklonily své lety mimo Sinajský poloostrov.
Americká televizní stanice CNN s odvoláním na zdroje z amerických tajných služeb uvedla, že příčinou katastrofy mohla být bomba, která mohla být umístěna do letadla někým z egyptského letištního personálu. Americké úřady podle CNN hodnotí tamní bezpečnost jako velmi nedbalou. Britský premiér David Cameron následně uvedl, že považuje verzi o teroristickém útoku za stále pravděpodobnější. 
Spojené království a Irsko zastavily ve středu 4. listopadu odlety svých letadel z letiště Šarm aš-Šajch a Británie na letiště vyslala vlastní expertní tým.
Dne 17. listopadu potvrdil šéf ruské zpravodajské služby FSB Alexandr Bortnikov, že se jednalo o teroristický útok s tím, že v troskách letadla byly nalezeny stopy výbušniny.
Ruské laboratoře našly stopy výbušniny i na osobních věcech obětí. Explozi podle nich způsobila podomácku vyrobená nálož dosahující síly asi kilogramu trhaviny TNT.
14. prosince egyptští vyšetřovatelé oznámili, že dosud nenašli žádný důkaz, že šlo o teroristický čin nebo důsledek nezákonné činnosti. Nicméně sinajská skupina napojená na IS dříve oznámila, že šlo o její útok a v časopisu Islámského státu vyšla fotografie, na níž je údajně bomba i roznětka v podobě plechovky Schweppes Gold, která měla letadlo vyhodit do vzduchu.

## Mezinárodní reakce
- Prezident Miloš Zeman zaslal soustrastný telegram prezidentu Ruské federace k úmrtí ruských občanů.[13]
- Šéf ruské zpravodajské služby FSB a Protiteroristického výboru Alexandr Bortnikov doporučil pozastavit všechny civilní lety do Egypta, dokud nebudou jasné příčiny katastrofy. Prezident Putin dal vládě za úkol připravit evakuaci asi 50 tisíc ruských turistů z Egypta.[14] Prezident Putin 17. listopadu prohlásil, že Rusko najde a potrestá strůjce útoku, ať se skrývají kdekoli, a že nařídil tajným službám, aby se na pátrání po organizátorech útoku zaměřily.[11] FSB vypsala odměnu ve výši 50 milionů dolarů za informace vedoucí k zadržení pachatelů.[15]

- Spojené království a Irsko zastavily ve středu 4. listopadu odlety svých letadel z letiště Šarm aš-Šajch a Británie na letiště vyslala vlastní expertní tým.[10]

### Charlie Hebdo
Francouzský satirický časopis Charlie Hebdo uveřejnil 6. listopadu karikatury, které jsou vnímány jako výsměch obětem tragédie. Na jedné z nich jsou kusy letadla padající na bojovníka Islámského státu doprovozeny textem: „Ruské letectvo zesiluje bombardování“. Mluvčí Vladimira Putina nazval karikaturu svatokrádeží a poslanci Státní dumy chtěli zákaz časopisu jako extrémistické literatury a žádali omluvu Francie.
Další kreslený vtip se objevil na obálce 12. prosince a připodobnil pád letadla k pohlavnímu styku. Opatřili jej popiskem: „Hukot nad Sinajem: konečně amatérský sex.“ Vtip opět vzbudil v Rusku značné pohoršení. V odpověď uveřejnilo ruské ministerstvo obrany na svém televizním kanále a jeho webové stránce kresbu, na které redaktor Gérard Biard řve smíchy nad výtiskem časopisu. Průvodní text: „Smích prodlužuje život“ komentuje smrtka: „Tobě ne, Gérarde, tobě ne.“

## Důsledky

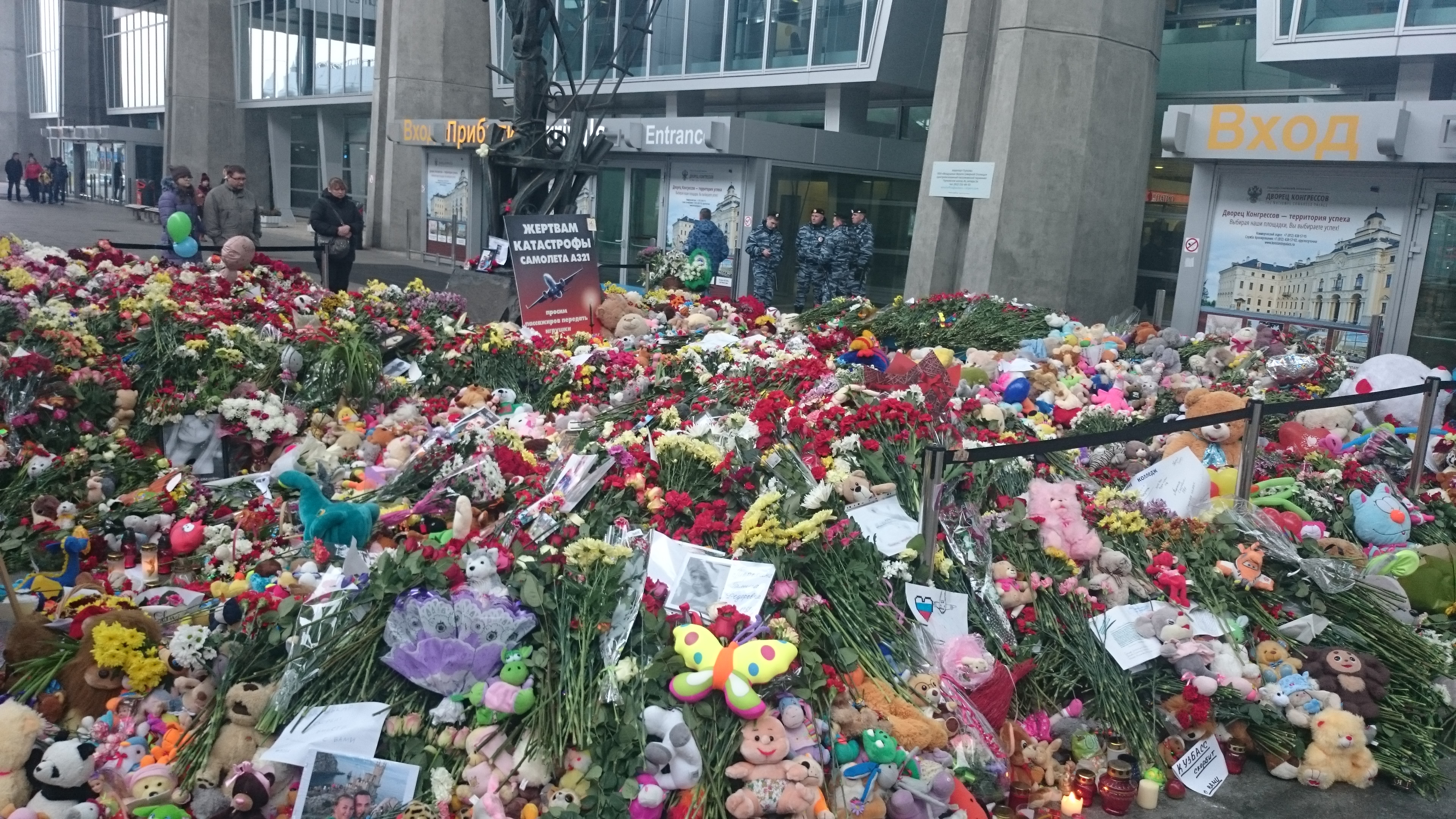
Vzpomínka na oběti pádu letadla

Pád letadla byl v řadě další ranou pro egyptský cestovní průmysl, který v té době již několik let klesal v důsledku různých nepokojů.
V reakci na pád letadla a na následující útoky v Paříži Rusko zintenzivnilo útoky na syrské povstalce.

## Dramatizace
Této havárii byl věnován 8. díl 17. série pořadu Letecké katastrofy nazvaný „Výbuch nad Egyptem“.